# История почты и почтовых марок Германии
История почты и почтовых марок Германии охватывает этапы, соответствующие почтовым системам на территории современной Германии:
- до и после первого объединения,
- в период существования двух немецких государств (ФРГ и ГДР до 1990) и
- после второго объединения.

Основными за всю немецкую историю почты почтовыми операторами были:
- Имперская почта (1871—1945),
- Deutsche Post (Германская почта, под контролем Союзных держав: 1945—1949),
- Немецкая почта ГДР (1949—1990),
- Deutsche Bundespost (Немецкая федеральная почта; 1949—1995), наряду с
  - Deutsche Bundespost Berlin (Немецкая федеральная почта в Берлине; 1949—1990),
- Deutsche Post AG (с 1995).

Почтовые марки эмитируются на территории Германии с 1849 года.

## Ранняя история

### Почта мясников
Почту мясников считают первой международной почтой Средневековья. Так, в некоторых городах южной Германии цеху мясников (нем. Metzger) в обязанность была вменена перевозка писем и посылок, взамен чего он освобождался от общинных повинностей. Образовавшаяся таким образом так называемая «почта мясников» местами получила значение государственного установления (в Вюртемберге). Гильдия мясников организовала курьерскую доставку корреспонденции на конях: по прибытии почты раздавался звук рога, возвещавший об этом, благодаря чему и возникла общепринятая эмблема почты. Почта мясников возникла в XII веке и работала до 1637 года, когда доставкой почты стало монопольно заниматься семейство Турн-и-Таксис.

### Церковные и городские гонцы
В обмене информацией более всего нуждалась в Средние века церковь, как потому, что её устройство покоилось на начале централизации, так и потому, что в течение долгого времени она являлась единственной носительницей умственной жизни народов. Архивы церковных учреждений и регесты римской курии свидетельствуют, что ещё в самом начале Средних веков происходил оживленный обмен посланий между главой католической иерархии и её членами. В землях немецкого духовного ордена для этой цели возникла специальная администрация гонцов или курьеров и были учреждены станции для перемены лошадей.
С развитием городских вольностей одним из важнейших средств сообщения в Средние века явился институт городских гонцов, который с XIV века существовал почти повсеместно, но особое развитие получил в крупных торговых центрах Германии. Из многочисленных дошедших до нас регламентов городским гонцам (в Кёльне, Майнце, Нордгаузене — в XIV веке, в Страсбурге — в 1443 году, в Аугсбурге — в 1552 году, в Бреславле — в 1573 году и т. д.) видно, что они состояли в ведении городского совета, которому под присягой обязывались подчиняться. Они не получали жалованья ни от общины, ни от отдельных корпораций или купеческих гильдий. Выступая из города в определённые дни, они верхом или пешком в установленные сроки доставляли по назначению корреспонденцию городского управления, равно как и письма и посылки горожан, с которых взимали плату по таксе. Прочное и широкое развитие институт городских гонцов получил благодаря союзам городов на Рейне и в Нижней Германии. Гонцы рейнского городского союза поддерживали правильные сообщения от Кёльна и Майнца через Франкфурт в Нюрнберг. Своей точностью в соблюдении сроков славились гонцы ганзейских городов, поддерживавшие сообщения между Гамбургом, Бременом, Амстердамом и Антверпеном, а также на восток через Штеттин, Данциг и Кёнигсберг вплоть до Риги. В южной Германии первое место занимали гонцы Аугсбурга; помимо линий на Нюрнберг (трижды в неделю), Линдау и Регенсбург, они поддерживали сообщения с Италией; в Венецию они прибывали через Бреннер за восемь дней.

### Турн-и-Таксис
К концу XV века термином почта в Германии стали означать всю совокупность установлений, которые учреждались государством или под контролем государства для пересылки как правительственной, так и частной корреспонденции и для перевозки пассажиров. Первый опыт организации почты в этом смысле слова на широких международных началах был сделан членами рода Таксис из Бергамо, принявшими на себя поддержку сообщений между габсбургскими владениями.
В 1497 году от имени императора Священной Римской Империи Максимилиана I, Франц фон Таксис учредил почту, которая заменила гонцов, перевозивших государственную корреспонденцию. Организованные в Германии и других европейских странах ветви этой почты оказали большие услуги в деле развития почтовых сообщений: в её рамках была создана система конной эстафеты, сократившая время перевозки почты и сделала предсказуемым время её доставки. После этого дом Турн-и-Таксис, использовваший императорские жёлто-чёрные цвета, сохранял за собой почтовую привилегию в течение многих веков. В 1650 году почта Турн-и-Таксис применила в Европе первые со времён Древнего Рима конные почтовые кареты.

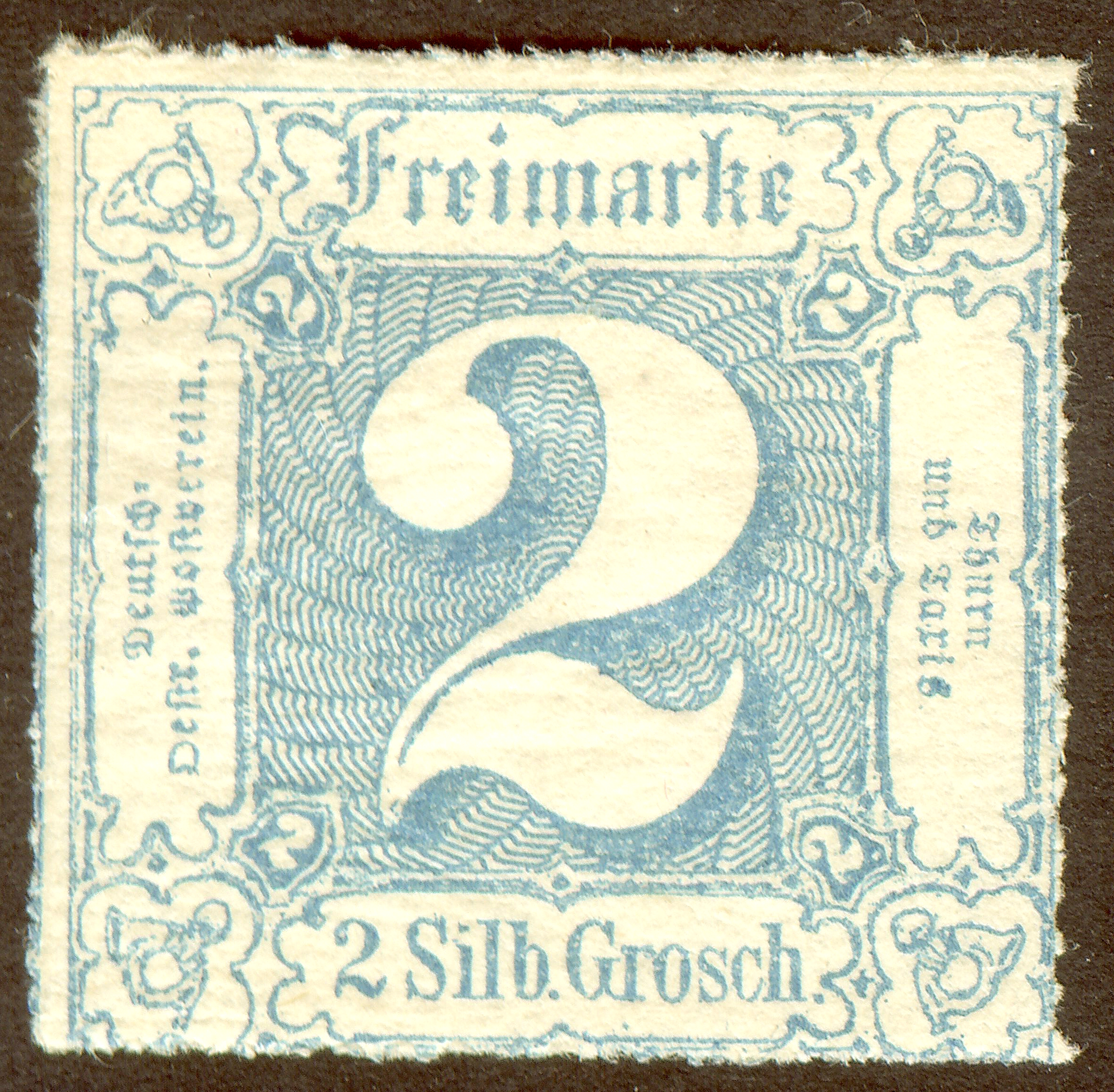
Марка Турн-и-Таксис для северогерманских государств (1865)
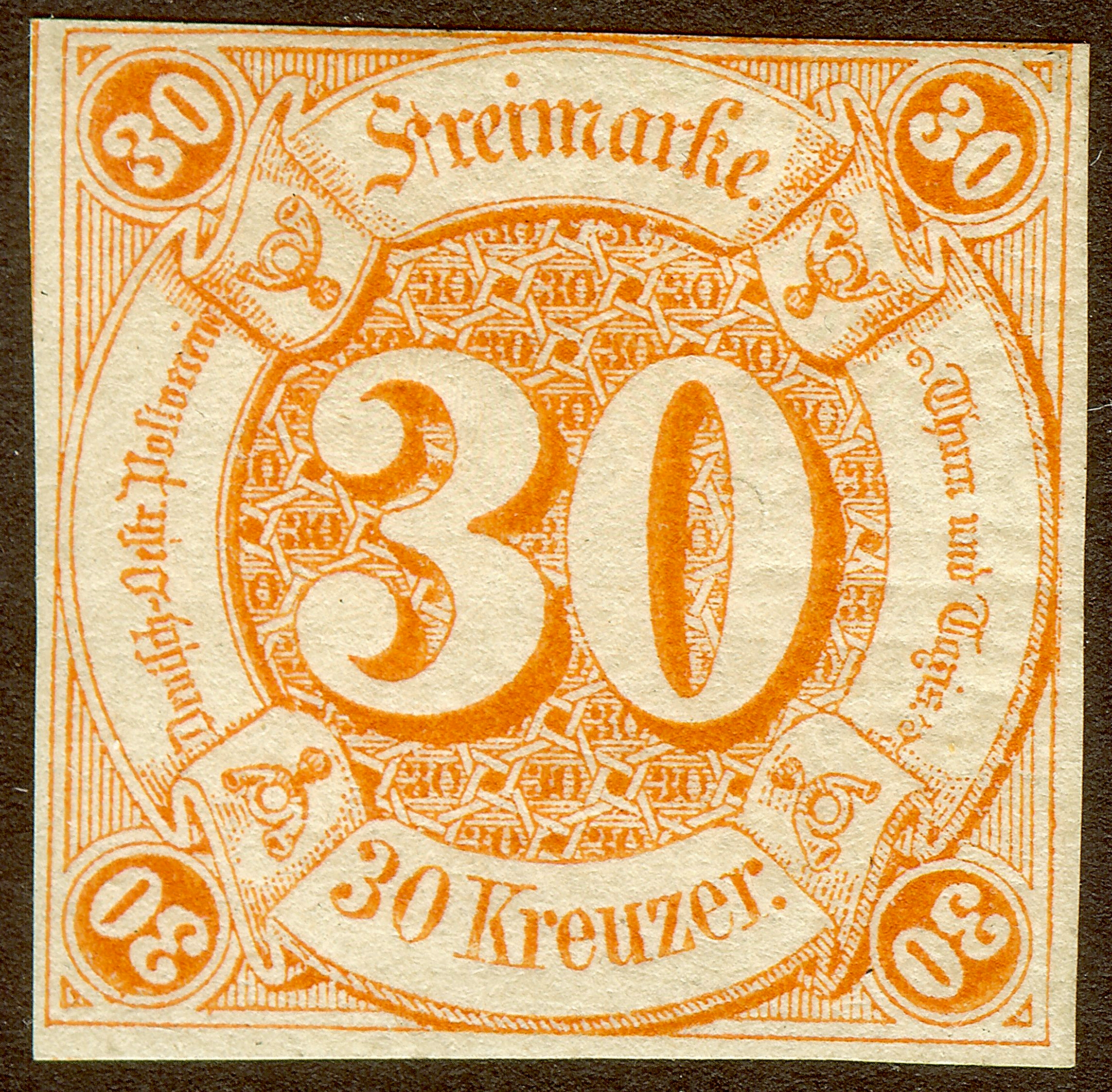
Марка Турн-и-Таксис для южногерманских государств (1859)

Семейство Турн-и-Таксис утратило свою монополию, когда Наполеон предоставил Рейнскому союзу право осуществления почтовой связи. Почта Турн-и-Таксис продолжала работать и даже выпустила собственные почтовые марки, но после создания Пруссией Северогерманского союза владельцам почты Турн-и-Таксис пришлось продать свою почтовую привилегию в 1867 году.

### Германские княжества
Идея почтовой регалии, то есть исключительного права правительства содержать в пределах государственной территории почтовые учреждения, впервые выдвинута была в конце XVI столетия, а в XVII веке стала проводиться в жизни. Первым из германских государей, учредившим правительственную почту и признавшим за ней характер монополии, был великий курфюрст Фридрих-Вильгельм (1646). Его примеру последовали другие значительные имперские чины. Тогда же содержание почты стали рассматривать не только как право, но и как обязанность правительств. Уже в начале XVIII века некоторые государственные деятели (например, Фридрих Вильгельм I в Пруссии) отрешились от фискальных воззрений на почту и видели её задачу в удешевлении почтовых тарифов и возможно большей доступности почтовых сообщений для населения. В отличие от Франции, где пересылка писем (фр. poste aux lettres) была объявлена казённой монополией, но наряду с правительственной почтой стояли частные предприятия по перевозке пассажиров (messageries), в более крупных германских государствах деятельность правительственной почты охватывала как пересылку писем и товаров, так и перевозку пассажиров. Целесообразной организацией славилась правительственная почта Саксонии, Браунуншвейг-Ганновера, Гессена и особенно Бранденбург-Пруссии. По главной прусской линии Клеве — Мемель почта с 1655 года отходила дважды в неделю; из Кёнигсберга в Берлин она прибывала в течение четырёх дней, из Кёнигсберга в Клеве — за 10 дней. Это была быстрота для того времени необыкновенная. Помимо ветвей на Гамбург, Штеттин, Лейпциг и Бреславль, почтовые сообщения поддерживались на западе с Голландией, на востоке — с Варшавой и шведской почтой в Риге. В деле перевозки пассажиров Пруссия, однако, уже в конце XVIII века превзойдена была странами с более благоустроенными дорогами. Тем более поразил современников успех, достигнутый Пруссией в 1821 году, когда были учреждены так называемые нем. Nagler’sche Schuellposten, с удобными для путешествующих экипажами.
Большим шагом вперед в деле организации почты был Австро-германский почтовый союз, заключённый в 1850 году между Пруссией, Австрией, прочими германскими государствами и управлением почты Таксисов на началах однообразного и равномерного взимания почтовых сборов. Союз этот прекратил своё существование после войны 1866 года, но в течение 1867—1873 годов сначала Северогерманский союз, а затем Германская империя заключили ряд почтовых конвенций, проникнутых тем же духом.
До объединения Германии в 1871 году отдельные немецкие княжества и города начали выпускать собственные почтовые марки. Первой стала Бавария, эмитировавшая 1 ноября 1849 года «Чёрную единицу». После этого марки выпустили: Баден (1851), Бергедорф (1861), Брауншвейг (1852), Бремен (1855), Гамбург (1859), Ганновер (1850), Гельголанд (1867), Любек (1859), Мекленбург-Шверин (1856), Мекленбург-Стрелиц (1864), Ольденбург (1852), Пруссия (1850), Саксония (1850), Шлезвиг-Гольштейн (1850) и Вюртемберг (1851). Также, не будучи государственным образованием, почта Турн-и-Таксис имели право выпускать почтовые марки и перевозить почту и выпустили свои марки (1852). В 1868 году северные немецкие княжества объединились в Северогерманский союз и объединили свою почтовую связь в Северо-Германский почтовый округ. После объединения Бавария и Вюртемберг сохраняли за собой почтовое право продолжать выпуск почтовых марок до 31 марта 1920 года.

## Дальнейшее развитие почты и выпуски марок

### Германская империя
Этот период в германской почтовой истории соответствует объединённому кайзеровскому государству, существовавшему с 1871 по 1918 год и выпускавшему собственные почтовые марки.

#### Имперская почта
Объединение почты на территории Северогерманского союза осуществлялось с 1868 года. При основании Германской империи последняя приняла на себя ведение почтового дела во всех государствах, вошедших в состав империи, за исключением Баварии и Вюртемберга, сохранивших самостоятельные почтовые управления. Почтовое дело было предоставлено имперскому законодательству, которое распространялось и на Баварию и Вюртемберг. Внутреннее законодательство последних регламентировало только таксы для почтовых отправлений, не выходящих за пределы их территории.
Deutsche Reichspost («Германская имперская почта») была официально учреждена 4 мая 1871 года. Центральным управлением имперско-германской почты являлось Имперское почтовое ведомство (Reichspostamt), подчинённое имперскому канцлеру и состоявшее в ведении статс-секретаря по почтовым делам. Вначале в почтовых отделениях продолжали использоваться почтовые марки Северогерманского союза, до тех пор пока 1 января 1872 года в обращении не появились первые марки имперской почты. Генрих фон Стефан, известный знаток почтового дела, изобретатель почтовой карточки и учредитель Всеобщего почтового союза, был назначен первым генеральным почтмейстером имперской почты.
По свидетельству Г. фон Стефана, из 600 млн писем, пересланных в 1873 году по германской почте, 15 % приходилось на долю корреспонденции правительственных учреждений, 5 % — на долю науки и искусства, 45 % — на долю семейных и частных контактов и лишь 35 % — на долю торговли и промышленности. Кроме того, в том же году по германской почте было переслано было 230 мл. экземпляров периодических изданий. В 1873 году Германия сделала почин в установлении единообразного, независимо от расстояния и действительного веса посылки, дешёвого тарифа по отношению к маловесным посылкам, не превышавшим 5 кг.
История Всеобщего почтового союза началась в 1874 году, когда состоялся первый Всемирный почтовый конгресс в Берне, на котором присутствовали представители 22 государств, включая Германию. Основные начала, предложенные Германией, — единство почтовой территории, полная свобода и возможная безвозмездность транзита, единство почтовой таксы и принцип уравновешивания, а не распределения почтовых сборов — частью приняты были целиком, частью послужили предметом разного рода компромиссов. 9 октября 1874 году была подписана Всеобщая почтовая конвенция, которая распространялась на Германию и другие страны, присоединившиеся к этому договору.
В этом же году в Германии была впервые введена операция почтовых поручений (нем. Postauftrag), заключавшаяся в том, что почта принимала на себя истребование от должника платежа по векселям, фактурам, счетам и тому подобным документам и пересылку их кредитору по принадлежности. При этом почта, по просьбе кредитора-отправителя, не только предъявляла векселя для получения платежа должнику-адресату, но в случае надобности подвергало их протесту в общеустановленном порядке. Почта также принимала на себя ещё один вид поручений: она предъявляла векселя трассату для акцепта и при отсутствия акцепта обязана была совершить протест. Позднее на лиссабонском III конгрессе ВПС 1885 года Германия и государства, в которых производится операция почтовых поручений, заключили между собой соглашение о распространении этой операции на взаимные свои сношения.
С появлением телеграфа и признанием его в качестве незаменимого средства связи, в Германии почтовое дело объединили с телеграфным, к большой выгоде для обоих ведомств, чему последовали в дальнейшем почти все другие государства. Это произошло в 1875 году, когда в Имперском почтовом ведомстве стало сосредотачиваться и управление телеграфами.
В последующие годы вся территория Германской имперской почты была разделена на 40 почтово-телеграфных округов, состоявших в ведении обер-почт-директоров. При них состояли советники для исполнения поручений, архитекторы (Postbauräte) для возведения почтово-телеграфных зданий и почт-инспекторы для производства ревизий. Везде, где только обширность связей не требовала специальных телеграфных и телефонных учреждений, последние были соединены с почтамтами (Postämter), которые, сообразно значению местности, были подразделены на три разряда. Четвёртым разрядом почтовых учреждений являлись почтовые агентства (Postagenturen), которые вверялись не специальному чиновнику, а кому-либо из местных обывателей (почтовому агенту), не оставлявшему и частных своих занятий. Перевозкой почты по железным дорогам заведовали 33 разъездных почтамта (Bahnpostämter). В значительных селениях, где не было почтовых учреждений, были устроены вспомогательные почтовые пункты (нем. Posthilfsstelle), которые производили продажу почтовых марок, приём и выдачу простой корреспонденции, а местами принимали и внутренние телеграммы.
На венском IV конгрессе ВПС 1891 года Германия присоединилась в числе других стран к соглашению, в соответствии с которым правительства взаимно обязались доставлять периодические издания, выходившие в пределах их территорий, по тем же ценам, что и внутренним подписчикам, с надбавкой лишь возможных транзитных расходов. Кроме того, у Германии были заключены сепаратные соглашения с Францией, Англией и США о соблюдении во взаимных отношениях тех же постановлений и по отношению к периодическим изданиям таких стран, которые ещё не присоединились к международной конвенции о газетной операции.
В 1893 году общее число почтовых ящиков в Германии достигало 95 149 единиц, против 24 703 в 1871 году.
Согласно сведениям о числе и деятельности почтовых учреждений в 1894 году, в Германии насчитывалось:
- 30 346 почтовых учреждений, или одно почтовое учреждение на 17,8 км² и на 1629 жителей;
- 3 656 920 000 отправлений, в том числе:
  - 1 312 154 тыс. писем,
  - 448 124 тыс. открытых писем,
  - 1 640 486 тыс. произведений печати,
  - 99 695 тыс. почтовых переводов и
  - 139 932 тыс. посылок.

На одного жителя приходилось в среднем 68,8 почтового отправления. Превышение дохода почтового ведомства над расходами, в пересчёте на рубли Российской империи того времени, составило 11 029 605 рублей.
Образцовое устройство германской почты было многим обязано Г. фон Стефану, за время управления которого число почтовых учреждений возросло с 4520 в 1870 году до 31 786 в 1895 году (с Баварией и Вюртембергом), число пересланных писем — с 857 млн (в том числе открытых писем 7 млн) до 2360 млн (в том числе открытых писем 443 млн), число пересланных газет — с 191 млн до 890 млн, число пересланных посылок — с 7 млн до 443 млн, число международных отправлений — с 68 млн до 132 млн.
Германия оставалась к концу XIX века одной из немногих стран, где почта принимала на себя и перевозку пассажиров в местностях, где не было железных дорог. Помимо прямого своего назначения, германские почтовые учреждения служили также органами государственного страхования рабочих, выполняя в этой роли массу работы по приёму и производству платежей; в них же производилась продажа гербовых марок и вексельной бумаги. Для выполнения обширных своих функций германская имперская почта располагала в 1895 году персоналом в 148 961 человек. Почтовых агентов к концу января 1898 года состояло 8335 человек, в том числе 1449 трактирщиков, 1375 ремесленников, 1298 сельских хозяев, 1174 купца и 1084 учителей. Корреспонденция, адресованная до востребования, хранилась в почтовых учреждениях Германии в течение одного месяца, а заграничные ценные пакеты — в течение двух месяцев, после чего с ней поступали как с невыданной корреспонденцией. Принимались также меры для борьбы с неаккуратностью отправителей, которые доставляют корреспонденцию с неразборчивыми адресами, для чего ученики народных школ Германии упражнялись в правильном надписывании адресов.
В Германии была введена система почтовых переводов, при которой перевод пересылался служебным порядком непосредственно почтовым местом отправления в почтовое место назначения, которое и выплачивало деньги адресату на дому или вызывало его для получения денег повесткой. Предельная сумма, на которую допускались почтовые переводы, была не очень велика и не превышала 400 немецких марок. Адресатам, получавшим много переводов и имевшим текущий счёт в Имперском банке, соответствующие суммы могли быть переносимы на их счёт вместо выплаты наличными деньгами. В 1905 году Германия заключила соглашение о взаимном обмене денежных почтовых переводов с Россией.
По данным Международного бюро ВПС за 1903 год, Германия занимала третье мество в мире в отношении густоты почтовой сети, имея одно почтовое учреждение на 14 кв. км. Имперская почта уступала только США по величине своего штата (231 тыс. почтовых работников), по числу пройденных почтой в год километров (346 млн) и по числу письменных отправлений внутренней корреспонденции (4 млрд, или 5,5 млрд, если сюда причислить доставлявшиеся почтой газеты). В отношении учащённости почтовой связи Германия далеко опередила другие страны: на каждый километр железнодорожного почтового маршрута здесь приходилась годовая работа в 4600 км. В Германии были наибольшее в мире число заграничных писем: оттуда в 1903 году было послано в другие страны 266 млн письменных отправлений, а получено 242 млн.
протяжённости почтовых маршрутов. Германия также значительно опередила другие страны по внутреннему (210 млн отправлений) и международному (сделано 11,8 млн отправлений и получено 7,2 млн) обмену посылок, по ценности отправленных почтой писем и посылок с объявленной стоимостью (24 млрд франков) и по объёму почтовых переводов (13 млрд франков). В Германии было выполнено почтовых поручений на 900 млн франков, то есть больше всех прочих государств (кроме Бельгии), в которых была установлена этого рода служба.
Основная ставка за пересылку простых закрытых писем в Германии составляла в то время 10 пфеннигов. При этом весовой единицей было принято 15 г, и письма, имевшие больший вес, вплоть до предельного веса (250 г), оплачивались лишь двойной таксой. Неоплаченные или не вполне оплаченные письма хотя и пересылались, но за пересылку нефранкированного письма делалась единообразная надбавка в 10 пфеннигов; доля таких писем составляла 2,7 % от общего числа писем. Для открытых писем действовала пониженная такса 5 пфеннигов. Для бандерольных отправлений устанавливался высший предельный вес, который для произведений печати доходил до 1 кг, а для образцов заводов — до 250 г. Для произведений печати была установлена такса с четырьмя подразделениями, в пределах от 3 до 30 пфеннигов, а с образцов товаров взималось, независимо от веса, 10 пфеннигов. С письменной корреспонденции могли взиматься особые усиленные таксы, например, за письма, которые на основании предварительного соглашения выдавались адресатам на вокзале немедленно по прибытии поезда (Bahnhofsbriefe). Основная такса за закрытые международные письма хотя и превышала вдвое основную таксу, установленную для внутренней корреспонденции, но всё же не достигала максимума нормального тарифа, составляя всего 20 пфеннигов за каждые 15 г.
Самыми распространёнными марками Рейхспочты были марки с аллегорическим рисунком «Германия». Эти почтовые марки выпускались с 1900 года по 1922 год, благодаря чему они стали серией, дольше всех остававшейся в почтовом обращении в немецкой филателии, причём самым значительным изменением в дизайне марки за это время стала смена надписи «Reichspost» («Имперская почта») на «Deutsche Post» («Германская почта»).

#### Колонии Германии

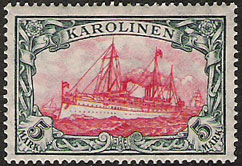
Марка Каролинских островов из серии «Яхта „Гогенцоллерн“»(Mi #19)

На раннем этапе (около 1887 или 1888 года) почтовый сбор оплачивался обычными почтовыми марками Германии того периода, поэтому опознать марки, прошедшие почту в германских колониях, можно только по оттиску почтового штемпеля соответствующего почтового отделения. Такие марки известны как «Vorläufer» («предшественницы»). На следующем этапе использовались обычные почтовые марки с надпечаткой названия территории. В целом, к 1896 году и позднее марки с надпечатками были выпущены германскими властями для всех колоний: Германская Юго-Западная Африка, Германская Новая Гвинея, Киау-Чау (Цзяочжоувань), Того, Самоа, Маршалловы Острова, Марианские острова, Каролинские острова, Германская Восточная Африка и Камерун. Примерно к 1900 году для различных колониальных территорий была эмитирована серия «Яхта „Гогенцоллерн“» с одинаковым рисунком — изображением одноимённого имперского судна. После утраты Германией своих колоний в ходе Первой мировой войны надпечатанные марки с изображением яхты временно использовались новыми хозяевами колоний.

#### Германская почта за границей
Для почтовых сообщений с заокеанскими странами Германия располагала субсидируемыми от правительства почтово-пароходными линиями, которые поддерживали почтовые сообщения Германии с Дальним Востоком, Австралией и Восточной Африкой. Германией учреждено несколько почт. агентств в Азии, Полинезии и Африке.
В частности, Германская империя открыла почтовые отделения в определённых городах Марокко, Турции и Китая. Выпущенные и прошедшие там почту почтовые марки можно опознать по оттиску почтового штемпеля, либо по надпечатке, на которой может быть указан номинал в местной валюте и название страны.

#### Оккупация территорий в Первую мировую войну
Во время Первой мировой войны власти Германии выпускали почтовые марки в оккупированных Германией странах: в Бельгии, Польше, Румынии, а также в некоторых районах западного и восточного фронта.

### Веймарская республика

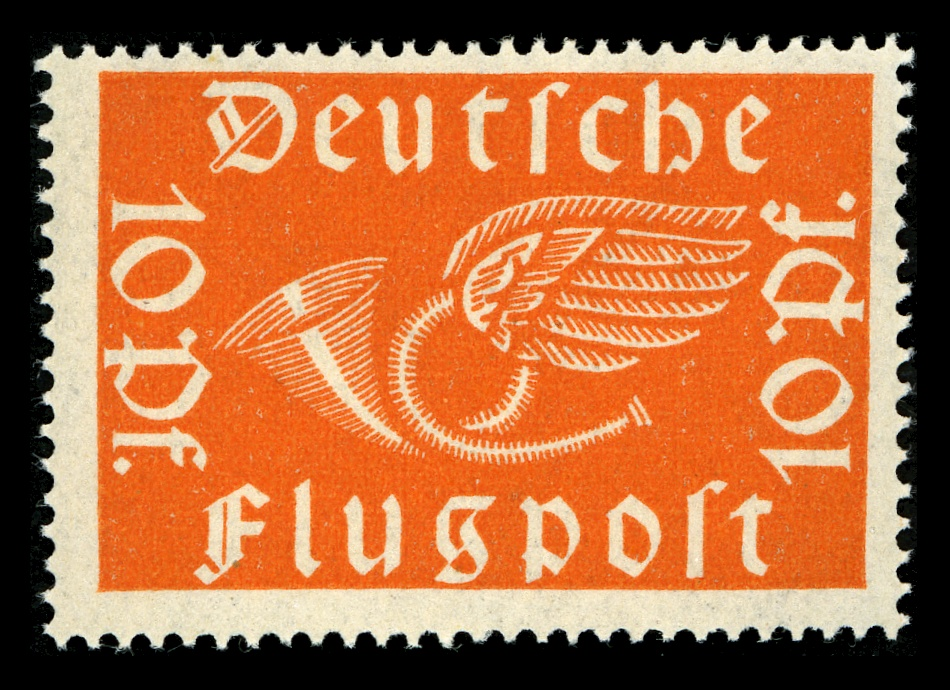
Первая авиапочтовая марка Германии, 1919(Sc #C1)

#### Рейхспочта

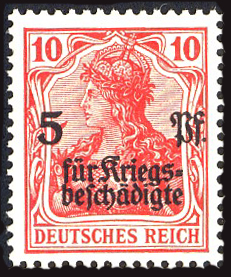
Первая почтово-благотворительная марка Германии, 1919(Sc #B1)

Имперская почта продолжала работать как государственная организация после провозглашения Германии республикой. В 1919 году «Рейхспочта» выпустила свои первые коммеморативные, авиапочтовые и почтово-благотворительные марки. На первой почтово-благотворительной марке в 1919 году была сделана надпечатка нового тарифа в пользу инвалидов войны ( (Sc #B1)). В 1923 году в период гиперинфляции «Рейхспочта» выпустила почтовые марки номиналами до 50 миллиардов марок. Самыми распространёнными марочными сериями тогда были серия «знаменитые немцы», а затем марки с Гинденбургом. Первая марка из ценимой немецкой серии «Цеппелины» появилась в 1928 году ( (Sc #C35-37)).

#### Плебисцитные территории
После заключения Версальского договора в 1920 году на некоторых территориях были проведены плебисциты для определения их судьбы. На этих территориях в течение короткого периода времени выпускались почтовые марки: Алленштейн и Мариенвердер, Шлезвиг и Верхняя Силезия.

#### Данциг
По итогам Версальского договора в 1920 году Вольный город Данциг стал самостоятельной единицей. Вначале продолжалось использование почтовых марок Германии, на которых спустя некоторое время была сделана надпечатка «Danzig» («Данциг»). Затем Данциг выпустил оригинальные почтовые марки, которые были в обращении до 1939 года. Кроме того, «Польская почта» (Poczta Polska) имела почтовое отделение в Данциге и выпустила почтовые марки Польши с надпечаткой «Port Gdansk» («Порт Гданьск»).
На оригинальных марках Данцига за весь период хождения было сделано 133 надпечатки, из них 51 — для франкирования служебной корреспонденции; 49 — по изменению номинала марки; 16 — памятных; 14 — оккупационных; 3 для благотворительного сбора средств в Фонд повышения благосостояния населения зимой.
Первая надпечатка DM (Dienst Marke пер. с нем. Служебная марка) была сделана 25 августа 1921 года на серии стандартных марок из 14 номиналов. Предназначались для франкирования служебной корреспонденции, имели хождение до 30 сентября 1923 года. Последняя надпечатка Deutsches Reich (пер. с нем. Германский Рейх) была сделана 28 сентября 1939 года на 14 номиналах марок во время установления германской администрации в Данциге в сентябре 1939 года с указанием нового номинала в рейхспфеннигах (нем. Reichspfennig) или рейхсмарках (нем. Reichsmark). Имела хождение до 31 декабря 1940 года.

#### Мемель

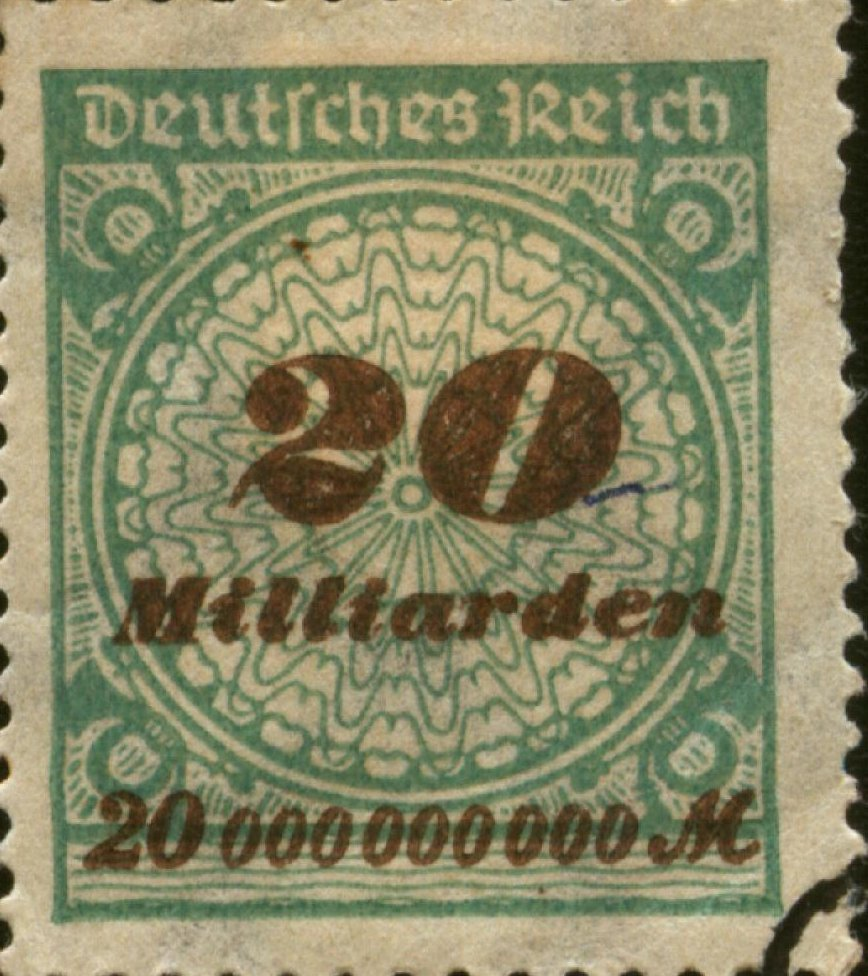
Гиперинфляционная почтовая марка, 1923(Sc #298)

По итогам Версальского договора был выделен Мемельский край (Мемельланд, Клайпедский край). Использовались вначале немецкие, затем французские и литовские почтовые марки с соответствующими надпечатками. Мемель выпускал собственные марки в период с 1920 года по 1923 год, когда эта территория была аннексирована Литвой.
На оригинальных марках производились надпечатки, всего было надпечатано 67 марок, все с указанием нового номинала в литовских центах Centų или Centai, а также литах Litas. Первая надпечатка сделана 16 апреля 1923 года, последняя 15 декабря этого же года.

#### Саар
В соответствии с Версальским договором территория Саара находилась под управлением Лиги Наций. Там в период с 1920 по 1935 год, когда Саар по итогам плебисцита был возвращён Германии, выпускались собственные почтовые марки. Первыми марками стали почтовые марки Германии и Баварии с надпечатками.
После Второй мировой войны территория Саара перешла под управление Франции и выпускала собственные почтовые марки в 1947—1956 годах. После референдума Саар был возвращён Германии в 1956 году, но продолжил выпуск своих почтовых марок до 1959 года.

### Нацистская Германия
См. также Иллюстрированный список почтовых марок Третьего рейха

#### Почта Третьего рейха

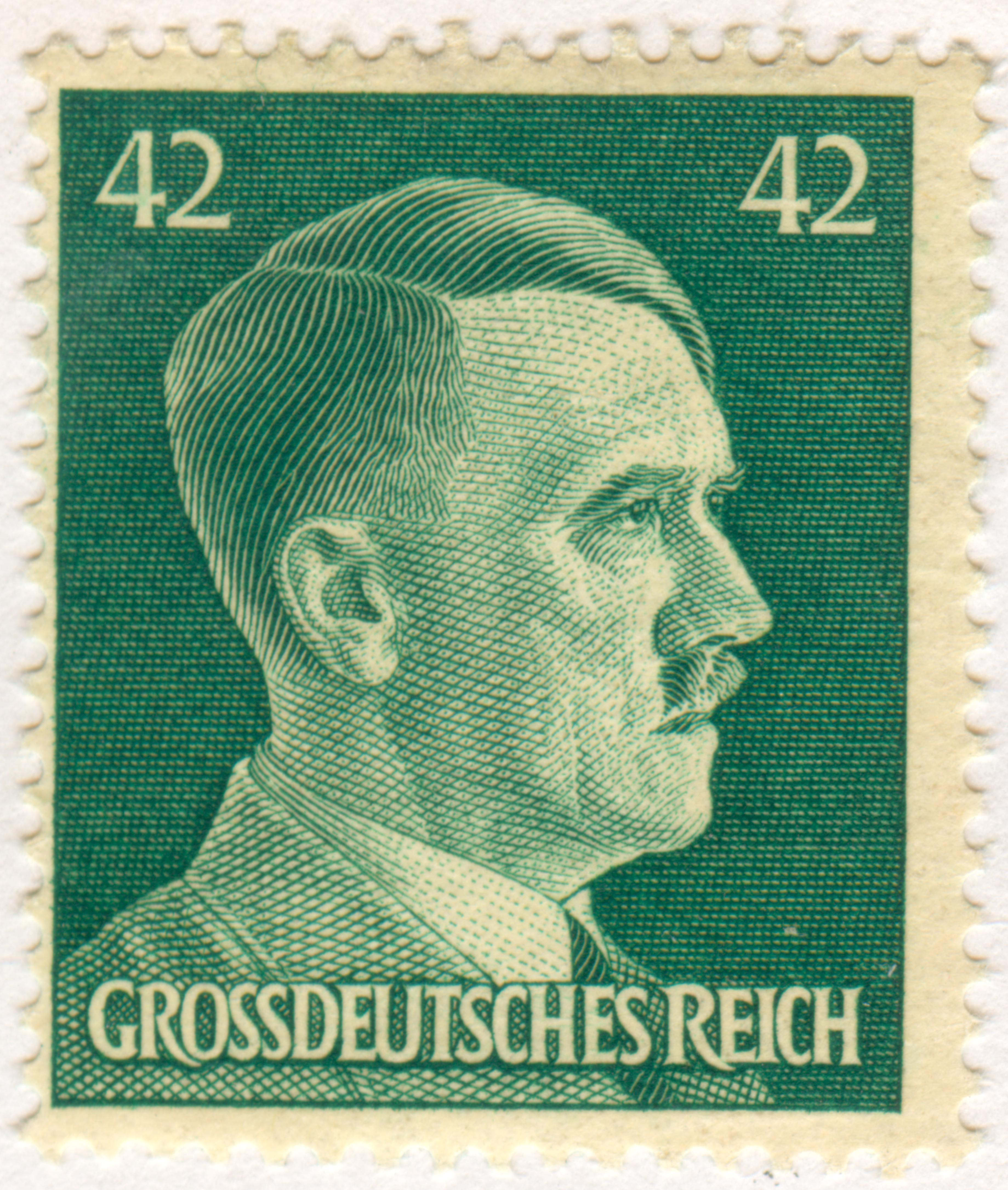
Почтовая марка нацистской Германии: канцлер и фюрер Великого Германского рейха, Адольф Гитлер (1944)

Во времена нацистской Германии (1933—1945) «Рейхспочта» продолжала функционировать как государственная монополия под эгидой Имперского министерства почты, при этом на дизайн почтовых марок и на программу выпуска марок сильное влияние оказывала национал-социалистическая пропаганда. Повсеместно используемыми почтовыми марками стали миниатюры с изображением головы Гитлера, было эмитировано большое количество почтово-благотворительных марок. В последний год перед окончанием войны надпись на почтовых марках «Deutsches Reich» («Германская империя») была изменена на «Grossdeutsches Reich» («Великая Германская империя»). Начиная с 1942 года, для войск выпускались марки военно-полевой почты. 25 июля 1941 года была введена первая в мире система почтовых индексов из двух цифр. Эта система вначале использовалась для посылок, а затем была распространена на все почтовые отправления.

#### Судетская область/Богемия и Моравия
В соответствии с Мюнхенским соглашением Судетская область в 1938 году стала территорией Германии. Вначале в местных почтовых отделениях использовались почтовые марки Чехословакии с надпечаткой, прежде чем в продажу поступили почтовые марки Германии. В 1939 году нацистская Германия оккупировала часть Чехии, вначале сделала надпечатки на чехо-словацких марках, а затем выпускала почтовые марки для «Богемии и Моравии» до 1945 года.

#### Оккупация территорий во Вторую мировую войну
В ходе Второй мировой войны Германия выпускала почтовые марки на оккупированных ею территориях: в Албании, Бельгии, Задаре, Которе, Курляндии, Латвии, Литве, Люксембурге, Македонии, на Нормандских островах, в Польше (Генерал-губернаторство), на части территории России, в Сербии, Словении, Украине, на Закинфе, на части территории Франции, в Черногории, Эльзасе и Эстляндии.

### Разделённая Германия
В этот период (1945—1990) территория Германии в соответствии с итогами Второй мировой войны была оккупирована союзниками, а затем разделена на два государства — западное (ФРГ) и восточное (ГДР).

#### Местные выпуски
Во время краха нацистской Германии почтовая связь была нарушена или вообще прекратилась. На местах, восполняя отсутствие централизованной почты, почтовая связь осуществлялась местными властями с использованием почтовых марок с обезображенным изображением Гитлера.

#### Союзническая оккупация

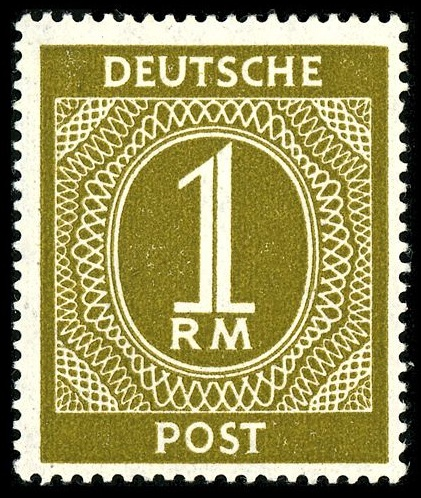
Общий выпуск, 1946(Sc #556)

После оккупации Германии войсками союзников почтовая связь была возобновлена, но под разным управлением. В 1945 году оккупационными властями США и Великобритании в качестве первого шага к восстановлению работы почты в их зонах оккупации были выпущены почтовые марки почты военного командования союзных стран («AM Post», где «AM» означает «Allied Military»). К декабрю 1945 года французские власти выпустили почтовые марки для французской оккупационной зоны («zone française»), к которым позднее добавились почтовые марки для Бадена, Рейнланд-Пфальца и Вюртемберга. Кроме того, отдельно были эмитированы марки для Саара. В советской оккупационной зоне, в начале в 1945 году, разные области выпускали разные марки, а именно Берлин-Бранденбург, Мекленбург — Передняя Померания, Восточная Саксония (Ost Sachsen), Западная Саксония (West Sachsen), Провинция Саксония (Provinz Sachsen) и Тюрингия. В 1946 году немецкие почтовые марки были выпущены с надписью «Deutsche Post» («Немецкая почта») для американской, британской и советской зон, но не для французской зоны. Характерный жёлтый цвет для обозначения почты был введён решением Контрольного совета в 1946 году.Однако с началом холодной войны попытки объединения почты провалились, — общие почтовые марки были заменены к 1948 году стандартными марками для советской зоны и разными сериями почтовых марок для Бизонии, ещё до образования двух немецких государств.

#### Немецкая федеральная почта Западного Берлина
Западный Берлин, находившийся в ведении трёх западных держав, начал выпуск собственных почтовых марок 3 сентября 1948 года. Он продолжал эмитировать почтовые марки с надписью «Deutsche Bundespost Berlin» («Немецкая федеральная почта Западного Берлина») в течение 42 лет, всего выпустив свыше 800 оригинальных марок до объединения Германии в 1990 году. Многие стандартные марки Западного Берлина были аналогичны маркам Западной Германии. Западно-германскими и западно-берлинскими почтовыми марками можно было оплачивать пересылку корреспонденции как на территории ФРГ, так и на территории Западного Берлина.

#### Немецкая почта ГДР
После создания Германской Демократической Республики (ГДР) был учреждён государственный орган почтовой связи «Немецкая почта ГДР» (Deutsche Post der DDR). Первая почтовая марка вышла 9 октября 1949 года. Производство этих зачастую красивых почтовых марок было изобильным. За время существования ГДР было выпущено около 3 тысяч оригинальных марок. Однако при этом относительно низким было количество выпущенных почтово-благотворительных марок. В некоторой степени марки использовались для получения валюты, то есть некоторые почтовые марки выпускались не для почтового обращения, а сразу продавались филателистическим дилерам. Также в некоторых сериях какая-либо отдельная марка умышленно печаталась низким тиражом — и называлась «Sperrwert» (букв. «марка блокирующей стоимости», или «марка ограниченного тиража») — с целью искусственного повышения её стоимости и реализации филателистическим дилерам по более высокой цене. После объединения Германии в 1990 году Deutsche Post стала частью «Германской федеральной почты» (Deutsche Bundespost).

#### Deutsche Bundespost
Когда образовалась Федеративная Республика Германии, Deutsche Bundespost (Немецкая федеральная почта) стала государственным органом, занимающим монопольное положение в области почтовой связи. Это название было принято в 1950 году, до того, она называлась Deutsche Post (Немецкая почта). Первый выпуск ФРГ был выпущен 7 сентября 1949 года ( (Sc #665—666)). В 1961 году на смену двузначному почтовому индексу пришёл четырёхзначный индекс, который, в свою очередь, был изменён после объединения Германии. К моменту объединения было выпущено около 1400 оригинальных почтовых марок. В 1989 году начался процесс преобразования государственного органа в публичную компанию путём выделения почты из почтового банка и связи.

### Объединённая Германия

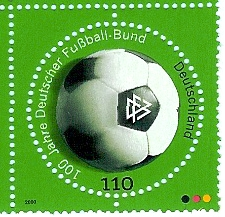
«Футбольная» марка Deutsche Post, 2000(Sc #2063)

После объединения Германии в 1990 году произошло слияние предприятий Bundespost (ФРГ) и Deutsche Post (ГДР). При этом единая государственная компания Bundespost стала обеспечивать почтовой связью всю территорию объединённой ФРГ. Немецкие почтовые марки, независимо от их происхождения, годились для почтового обращения до истечения срока их использования: для почтовых марок ГДР (Mi #1004—3343) это было 1 октября 1990 года, а для марок ФРГ (Mi #3344—3365) — 12 декабря 1991 года, последняя дата также была датой выхода из обращения почтовых марок Западного Берлина (Mi #326—879). К 1993 году был введён новый пятизначный почтовый индекс. В 1995 году Bundespost была преобразована в акционерную компанию под названием Deutsche Post AG («Дойче Пост АГ»), акции которой стали доступными в 2000 году. Эта компания вместе с её дочерними обществами работает в сфере логистики в международном масштабе.

## Сводные данные
По данным каталога «Скотт», следующее количество различных марок (почтовых и почтово-благотворительных) было выпущено Имперской почтой (Reichspost), Немецкой почтой (Deutsche Post) ГДР, Германской федеральной почтой Западного Берлина (Deutsche Bundespost Berlin) и Германской федеральной почтой (Deutsche Bundespost) ФРГ:

Марки, изданные Шрёдер, Йорг (1970): с ошибочной и исправленной датой (на гашёной марке)

| Почтовое ведомство                     | Почтовых марок | Почтово-благотворительных марок | Всего |
| -------------------------------------- | -------------- | ------------------------------- | ----- |
| Имперская почта (1871—1945)            | 556            | 293                             | 849   |
| Deutsche Post (ГДР) (1949—1990)        | 2805           | 191                             | 2996  |
| Deutsche Bundespost Berlin (1949—1990) | 592            | 285                             | 877   |
| Deutsche Bundespost (1949—1990)        | 955            | 395                             | 1350  |
| Итого                                  | 4908           | 1164                            | 6072  |

## Пропагандистские и фантастические выпуски
В 1970 году западногерманский писатель и издатель Йорг Шрёдер решил отметить столетний юбилей В. И. Ленина изданием фантастических марок. Они были отпечатаны в типографии Коммунистической партии Германии во Франкфурте Шрёдером. Марка с портретом Ленина имела номинал в 20 пфеннигов и была выполнена на высоком полиграфическом уровне. Однако первоначально марку отпечатали с ошибочной датой рождения Ленина — «11.4.1870», поэтому был изготовлен ещё один тираж с исправленной датой. 15 апреля издатель разослал эти марки на письмах депутатам бундестага. Стоимость простого письма в ФРГ составляла в то время 30 пфеннигов, так что рядом со своей маркой он клеил подлинную почтовую марку номиналом в 10 пфеннигов. Интересно то, что только один из депутатов обратил внимание на марку. Оригинальная выходка обошлась Шрёдеру судебным разбирательством и штрафом в 12 тысяч немецких марок.

## Развитие филателии
Уже в XIX веке в Германии стали возникать филателистические организации и проводиться выставки почтовых марок. С 1863 года в Лейпциге начал издаваться журнал «Magazin für Briefmarken-Sammler» («Иллюстрированный журнал для коллекционеров почтовых марок», издатели Цшише и Кёдер). Первые филателистические объединения или союзы появились в Германии в 1869 году.
В 1874 году в Германии был учреждён почтовый музей, в котором хранились богатые коллекции предметов, относящихся к письменности и способам составления и пересылки известий у всех народов, всех времен. Национальный почтовый музей был создан в Берлине, и при нём стала формироваться государственная коллекция почтовых марок. Так, по завещанию владельца, Берлинскому почтовому музею отошла легендарная коллекция Филиппа Феррари, однако после окончания Первой мировой войны она была распродана по требованию французского правительства на публичных торгах с той целью, чтобы вырученные от продажи коллекции средства были включены в общий счёт репараций побежденной Германии.
В 1930 году в Берлине состоялась филателистическая выставка, на которой Северо-Западный отдел Всероссийского общества филателистов представил тематическую коллекцию, включавшую советские почтовые миниатюры с портретом В. И. Ленина.
В Германии регулярно организуются национальные и международные филателистические выставки. Например, 6—11 апреля 1976 года в Вуппертале проходила национальная выставка «Напоста-76» под патронатом министра почт и телеграфов ФРГ.